# حرجية
الحرجية (بالإنجليزية: Criticality)‏ هي حالة سلسلة تفاعلات نووية عندما يكون التفاعل التسلسلي مستدامًا ذاتيًا (أو حرجًا)، أي عندما تكون التفاعلات صفرًا. أكثر فضفاضة، يستخدم هذا المصطلح للحالات التي يكون فيها التفاعل أكبر من الصفر.

## تطبيقات
في سياق مفاعل نووي، خاصة في محطة الطاقة النووية، تشير الحرجة إلى حالة التشغيل العادية للمفاعل، حيث الوقود النووي يدعم تفاعل سلسلة الانشطارية. ويحقق المفاعل الحرجية (ويقال إنه حاسم) عندما يطلق كل حدث انشطاري عددًا كافيًا من النيوترونات للحفاظ على سلسلة من التفاعلات المستمرة.
كما تحدد الوكالة الدولية للطاقة الذرية تاريخ الحرجة الأول باعتباره التاريخ الذي أصبح فيه المفاعل حرجًا لأول مرة. هذا معلم مهم في بناء وتشغيل محطة الطاقة النووية. على سبيل المثال، حصل المفاعل الثاني لمحطة الطاقة النووية في كودونكولام النووية على الحرجة في 10 يوليو 2016 عن طريق سحب قضبان التحكم من المفاعل، مما أدى إلى تخفيف البورون للسماح بزيادة تركيز النيوترونات، مما أدى في نهاية المطاف إلى انتعاش المفاعل. حققت محطة تشينشان 1، أول محطة للطاقة النووية مصممة ومحلية في الصين محليا، الحرجة الأولى في 31 أكتوبر 1991.